# Anisocerus scopifer
Anisocerus scopifer är en skalbaggsart som först beskrevs av Ernst Friedrich Germar 1824.  Anisocerus scopifer ingår i släktet Anisocerus och familjen långhorningar.
Artens utbredningsområde är Paraguay. Inga underarter finns listade i Catalogue of Life.